# Microula leiocarpa
Microula leiocarpa är en strävbladig växtart som beskrevs av Wen Tsai Wang. Microula leiocarpa ingår i släktet Microula och familjen strävbladiga växter. Inga underarter finns listade i Catalogue of Life.